# Temporada do Sport Lisboa e Benfica de 2022–23
A temporada do Sport Lisboa e Benfica de 2022–23 foi a 119ª época do clube em existência e a 89ª consecutiva na primeira divisão do futebol português. Começou no dia 2 de agosto de 2022, com a terceira pré-eliminatória da Liga dos Campeões da UEFA, onde o Benfica se classificou para a fase de grupos, chegando aos quartos de final, e terminou no dia 27 de maio de 2023. A nível nacional, o Benfica disputou a Primeira Liga, a Taça de Portugal e a Taça da Liga, conquistando o título da liga pela 38ª vez na sua história.

## Jogadores
Nota: As bandeiras indicam a seleção, conforme definido pelas regras de elegibilidade da FIFA. Os jogadores podem ter mais de uma nacionalidade não-FIFA.

### Equipa principal
Nota: Bandeiras indicam equipe nacional, conforme definido pelas regras de elegibilidade da FIFA. Os jogadores podem ter mais de uma nacionalidade não-FIFA.
| N.º |           | Posição | Jogador            |
| --- | --------- | ------- | ------------------ |
| 2   | Brasil    | D       | Gilberto           |
| 3   | Espanha   | D       | Alejandro Grimaldo |
| 4   | Brasil    | D       | Lucas Veríssimo    |
| 5   | Bélgica   | D       | Jan Vertonghen     |
| 6   | Dinamarca | D       | Alexander Bah      |
| 7   | Brasil    | A       | David Neres        |
| 9   | Ucrânia   | A       | Roman Yaremchuk    |
| 11  | França    | M       | Soualiho Meïté     |
| 13  | Argentina | M       | Enzo Fernández     |
| 17  | Portugal  | M       | Diogo Gonçalves    |
| 18  | Brasil    | A       | Rodrigo Pinho      |
| 20  | Portugal  | M       | João Mário         |
| 22  | Portugal  | M       | Chiquinho          |
| 23  | Sérvia    | D       | Mihailo Ristić     |
| 27  | Portugal  | M       | Rafa Silva         |

| N.º |           | Posição | Jogador                    |
| --- | --------- | ------- | -------------------------- |
| 28  | Alemanha  | M       | Julian Weigl               |
| 30  | Argentina | D       | Nicolás Otamendi (captain) |
| 31  | Portugal  | M       | Gil Dias                   |
| 33  | Croácia   | A       | Petar Musa                 |
| 34  | Portugal  | D       | André Almeida              |
| 38  | Brasil    | D       | João Victor                |
| 39  | Portugal  | A       | Henrique Araújo            |
| 55  | Portugal  | M       | Paulo Bernardo             |
| 61  | Portugal  | M       | Florentino Luís            |
| 77  | Brasil    | G       | Helton Leite               |
| 88  | Portugal  | A       | Gonçalo Ramos              |
| 91  | Brasil    | D       | Morato                     |
| 96  | Portugal  | M       | Diego Moreira              |
| 99  | Grécia    | G       | Odysseas Vlachodimos       |

## Transferências

### Entradas
| Nº              | Pos. | Jogador         | Transferido de      | Valor                   | Data                  |
| --------------- | ---- | --------------- | ------------------- | ----------------------- | --------------------- |
| 33              | A    | Petar Musa      | Boavista            | 5 000 000€              | 1 de julho de 2022    |
| 23              | D    | Mihailo Ristić  | Montpellier         | Grátis                  | 1 de julho de 2022    |
| 6               | D    | Alexander Bah   | Slavia Prague       | 8 000 000€              | 1 de julho de 2022    |
| 7               | A    | David Neres     | Shakhtar Donetsk    | 15 300 000€             | 1 de julho de 2022    |
| 38              | D    | João Victor     | Corinthians         | 8 500 000€              | 8 de julho de 2022    |
| 13              | M    | Enzo Fernández  | River Plate         | 10 000 000€             | 14 de julho de 2022   |
| 8               | M    | Fredrik Aursnes | Feyenoord           | 13 000 000€             | 24 de agosto de 2022  |
| 93              | M    | Julian Draxler  | Paris Saint-Germain | Empréstimo (2 500 000€) | 1 de setembro de 2022 |
| 25              | D    | John Brooks     | Wolfsburg           | Grátis                  | 1 de setembro de 2022 |
| Total divulgado |      |                 |                     |                         |                       |
| 62 300 000€     |      |                 |                     |                         |                       |

### Saídas
| Nº              | Pos. | Jogador          | Transferido para | Valor                   | Data                  |
| --------------- | ---- | ---------------- | ---------------- | ----------------------- | --------------------- |
| 9               | A    | Darwin Núñez     | Liverpool        | €75,000,000             | 1 de julho de 2022    |
| 7               | M    | Everton          | Flamengo         | €13,500,000             | 1 de julho de 2022    |
| —               | M    | Gedson Fernandes | Beşiktaş         | €6,000,000              | 1 de julho de 2022    |
| —               | M    | Tiago Dantas     | PAOK             | Empréstimo              | 1 de julho de 2022    |
| —               | D    | Pedro Pereira    | Monza            | €2,500,000              | 1 de julho de 2022    |
| —               | A    | Jota             | Celtic           | €7,300,000              | 1 de julho de 2022    |
| 1               | GR   | Mile Svilar      | Roma             | Grátis                  | 1 de julho de 2022    |
| —               | D    | Ferro            | Vitesse          | Empréstimo              | 15 de julho de 2022   |
| 14              | A    | Haris Seferovic  | Galatasaray      | Empréstimo (€1,000,000) | 19 de julho de 2022   |
| 72              | D    | Tomás Araújo     | Gil Vicente      | Empréstimo              | 27 de julho de 2022   |
| 21              | M    | Pizzi            | Al Wahda         | Grátis                  | 28 de julho de 2022   |
| —               | M    | Nuno Santos      | Charlotte        | €1,000,000              | 4 de agosto de 2022   |
| —               | M    | Gabriel          | Botafogo         | Empréstimo              | 12 de agosto de 2022  |
| 9               | A    | Roman Yaremchuk  | Club Brugge      | €16,000,000             | 29 de agosto de 2022  |
| —               | A    | Carlos Vinícius  | Fulham           | €5,000,000              | 1 de setembro de 2022 |
| 11              | M    | Soualiho Meïté   | Cremonese        | Empréstimo              | 1 de setembro de 2022 |
| 28              | M    | Julian Weigl     | Borussia MG      | Empréstimo              | 1 de setembro de 2022 |
| 49              | M    | Adel Taarabt     |                  | Grátis                  | 2 de setembro de 2022 |
| 5               | D    | Jan Vertonghen   | Anderlecht       | Grátis                  | 2 de setembro de 2022 |
| Total divulgado |      |                  |                  |                         |                       |
| 127 300 000€    |      |                  |                  |                         |                       |

## Amigáveis
Vitória       Empate       Derrota       Não aconteceu       Cancelado
| 9 de julho de 2022 Amigável | Reading | 0 – 2 | Benfica                | Burton upon Trent, Inglaterra                                   |  |
| 16:00                       |         |       | Bah 65' · Gil Dias 72' | Estádio: St George's Park Público: 0 Árbitro: Michael Salisbury |  |

| 15 de julho de 2022 Troféu do Algarve     | Benfica                               | 3 – 0 (5 - 4 pen.)                            | Nice | Faro/Loulé, Portugal                                              |  |
| 21:00                                     | Rafa 7' · Otamendi 13' · Gilberto 36' |                                               |      | Estádio: Estádio Algarve Público: 30 305 Árbitro: Hélder Malheiro |  |
|                                           |                                       | Penalidades                                   |      |                                                                   |  |
| Yaremchuk Gil Dias Silva Vertonghen Pizzi |                                       | Claude-Maurice Trouillet Lotomba Brahimi Atal |      |                                                                   |  |

| 17 de julho de 2022 Troféu do Algarve | Benfica                                              | 5 – 1 | Fulham       | Faro/Loulé, Portugal                                            |  |
| 20:15                                 | Rafa 3' · Ramos 21' 29' · Yaremchuk 57' · Araújo 64' |       | Mitrović 61' | Estádio: Estádio Algarve Público: ~15 000 Árbitro: Nuno Almeida |  |

| 22 de julho de 2022 Amigável | Benfica                                                     | 4 – 2 | Girona                 | Yverdon-les-Bains, Suíça                       |  |
| 17:30                        | Vertonghen 57' · Bah 60' · Yaremchuk 67' (pen.) · Pinho 89' |       | Stuani 52' · Bueno 77' | Estádio: Stade Municipal Árbitro: Tobias Thies |  |

| 26 de julho de 2021 Eusébio Cup | Benfica                               | 3 – 2 | Newcastle United | Lisboa, Portugal                                              |  |
| 20:00                           | Ramos 15' · Grimaldo 32' · Araújo 89' |       | Almirón 22' 44'  | Estádio: Estádio da Luz Público: 49 081 Árbitro: Nuno Almeida |  |

| 11 de dezembro de 2022 Amigável | Benfica | 0 – 1 | Sevilla     | Algarve, Portugal                                    |  |
| 17:00                           |         |       | Rakitić 61' | Estádio: Estádio do Algarve Árbitro: Miguel Nogueira |  |

Amistosos não televisionados, disputados no Benfica Campus:
- Benfica 3–1 Amora (27 de julho)

## Competições

### Registo geral
| Competição                | Primeiro jogo | Último jogo | Ronda inicial             | Posição final    | Registo | Registo | Registo | Registo | Registo | Registo | Registo | Registo |
| Competição                | Primeiro jogo | Último jogo | Ronda inicial             | Posição final    | J       | V       | E       | D       | GP      | GC      | SG      | % V.    |
| ------------------------- | ------------- | ----------- | ------------------------- | ---------------- | ------- | ------- | ------- | ------- | ------- | ------- | ------- | ------- |
| Primeira Liga             | 5/8/2022      | 28/5/2023   | 1ª jornada                | Vencedores       | 34      | 28      | 3       | 3       | 82      | 20      | 62      | 82.35   |
| Taça de Portugal          | 15/10/2022    | 9/2/2023    | Terceira ronda            | Quartos de final | 4       | 2       | 2       | 0       | 5       | 2       | 3       | 50.00   |
| Taça da Liga              | 20/11/2022    | 17/12/2022  | Fase de grupos            | Fase de grupos   | 3       | 2       | 1       | 0       | 6       | 3       | 3       | 66.67   |
| Liga dos Campeões da UEFA | 2/8/2022      | 19/4/2023   | Terceira pré-eliminatória | Quartos de final | 14      | 10      | 3       | 1       | 38      | 15      | 23      | 71.43   |
| Total                     | Total         | Total       | Total                     | Total            | 55      | 42      | 9       | 4       | 131     | 40      | 91      | 76.36   |

Última atualização: 8 de julho de 2023

### Primeira Liga

#### Partidas
| 5 de agosto de 2022 1 | Benfica                                      | 4 – 0     | Arouca | Lisboa                                                       |  |
| 20:15                 | Gilberto 8' · Rafa 41' 86' · Fernández 45+5' | Relatório |        | Estádio: Estádio da Luz Público: 53 617 Árbitro: Manuel Mota |  |

| 13 de agosto de 2022 2 | Casa Pia | 0 – 1     | Benfica   | Leiria                                                                       |  |
| 18:00                  |          | Relatório | Ramos 58' | Estádio: Estádio Dr. Magalhães Pessoa Público: 22 253 Árbitro: Tiago Martins |  |

| 30 de agosto de 2022 3 | Benfica                                         | 3 – 2     | Paços de Ferreira            | Lisboa                                                             |  |
| 20:15                  | Neres 42' · João Mário 45+4' (pen.) · Ramos 56' | Relatório | N'Dri Philippe Koffi 39' 80' | Estádio: Estádio da Luz Público: 55 151 Árbitro: Artur Soares Dias |  |

| 27 de agosto de 2022 4 | Boavista | 0 – 3     | Benfica                                | Porto                                                            |  |
| 18:00                  |          | Relatório | Morato 30' · João Mário 67' 82' (pen.) | Estádio: Estádio do Bessa Público: 10 939 Árbitro: João Pinheiro |  |

| 2 de setembro de 2022 5 | Benfica                              | 2 – 1     | Vizela              | Lisboa                                                           |  |
| 19:00                   | Neres 76' · João Mário 90+11' (pen.) | Relatório | Milutin Osmajic 20' | Estádio: Estádio da Luz Público: 47 958 Árbitro: Fábio Veríssimo |  |

| 10 de setembro de 2022 6 | Famalicão | 0 – 1     | Benfica  | Vila Nova de Famalicão                                                      |  |
| 15:30                    |           | Relatório | Rafa 63' | Estádio: Estádio Municipal 22 de Junho Público: 4 867 Árbitro: Nuno Almeida |  |

| 18 de setembro de 2022 7 | Benfica                                            | 5 – 0     | Marítimo | Lisboa                                                         |  |
| 18:00                    | Rafa 28' · Ramos 47' 64' · Neres 82' · Draxler 88' | Relatório |          | Estádio: Estádio da Luz Público: 56 889 Árbitro: António Nobre |  |

| 1 de outubro de 2022 8 | Vitória de Guimarães | 0 – 0     | Benfica | Guimarães                                                               |  |
| 20:30                  |                      | Relatório |         | Estádio: Estádio D. Afonso Henriques Público: 19 231 Árbitro: Rui Costa |  |

| 8 de outubro de 2022 9 | Benfica                                          | 4 – 2 | Rio Ave                            | Lisboa                                                           |  |
| 18:00                  | Ramos 13' 45+1' · Jhonatan 19' (g.c.) · Musa 62' |       | Ronaldo 6' · Gonçalo Rodrigues 86' | Estádio: Estádio da Luz Público: 56 176 Árbitro: Manuel Oliveira |  |

| 21 de outubro de 2022 10 | Porto | 0 – 1     | Benfica  | Porto                                                             |  |
| 20:15                    |       | Relatório | Rafa 72' | Estádio: Estádio do Dragão Público: 49 499 Árbitro: João Pinheiro |  |

| 29 de outubro de 2022 11 | Benfica                                                     | 5 – 0     | Chaves | Lisboa                                                        |  |
| 18:00                    | Neres 2' · Grimaldo 10' · Ramos 37' · Musa 81' · Rafa 90+3' | Relatório |        | Estádio: Estádio da Luz Público: 54 990 Árbitro: Luís Godinho |  |

| 6 de novembro de 2022 12 | Estoril      | 1 – 5     | Benfica                                                        | Estoril                                                                       |  |
| 20:30                    | Sérginho 90' | Relatório | Musa 25' · António Silva 29' 40' · João Mário 66' · Ristić 88' | Estádio: Estádio António Coimbra da Mota Público: 4 858 Árbitro: Nuno Almeida |  |

| 13 de novembro de 2022 13 | Benfica                              | 3 – 1     | Gil Vicente | Lisboa                                                           |  |
| 18:00                     | João Mário 9' (pen.) · Ramos 36' 53' | Relatório |             | Estádio: Estádio da Luz Público: 57 266 Árbitro: Manuel Oliveira |  |

| 30 de dezembro de 2022 14 | Braga                      | 3 – 0     | Benfica | Braga                                                                      |  |
| 21:15                     | Ruiz 2' · R. Horta 32' 70' | Relatório |         | Estádio: Estádio Municipal de Braga Público: 19 398 Árbitro: João Pinheiro |  |

| 6 de janeiro de 2023 15 | Benfica              | 1 – 0     | Portimonense | Lisboa                                                          |  |
| 19:00                   | João Mário 9' (pen.) | Relatório |              | Estádio: Estádio da Luz Público: 50 559 Árbitro: Vítor Ferreira |  |

| 15 de janeiro de 2023 16 | Benfica       | 2 – 2     | Sporting                                    | Lisboa                                                             |  |
| 18:00                    | Ramos 37' 64' | Relatório | Bah 27' (g.c.) · Pedro Gonçalves 51' (pen.) | Estádio: Estádio da Luz Público: 62 295 Árbitro: Artur Soares Dias |  |

| 21 de janeiro de 2023 17 | Santa Clara | 0 – 3     | Benfica                             | Ponta Delgada                                           |  |
| 18:00                    |             | Relatório | Aursnes 9' · Ramos 16' · Guedes 80' | Estádio: Estádio de São Miguel Árbitro: Fábio Veríssimo |  |

| 26 de janeiro de 2023 20 (jogo atrasado) | Paços de Ferreira | 0 – 2     | Benfica                      | Paços de Ferreira                                                      |  |
| 20:15                                    |                   | Relatório | Grimaldo 7' · João Mário 11' | Estádio: Estádio Capital do Móvel Público: 8 060 Árbitro: Luís Godinho |  |

| 31 de janeiro de 2023 18 | Arouca | 0 – 3     | Benfica                       | Arouca                                                                 |  |
| 18:00                    |        | Relatório | João Mário 23' 54' · Musa 81' | Estádio: Estádio Municipal de Arouca Público: 4 614 Árbitro: Rui Costa |  |

### Taça de Portugal
| 15 de outubro de 2022 3ª ronda | Caldas        | 1 – 1 (pro.) (3 - 5 pen.) | Benfica  | Caldas da Rainha                                |  |
| 20:45                          | Barreiras 74' | Relatório                 | Musa 53' | Estádio: Campo da Mata Árbitro: Cláudio Pereira |  |

| 9 de novembro de 2022 4ª ronda | Estoril | 0 – 1 | Benfica   | Estoril                                                           |  |
| 20:45                          |         |       | Neres 66' | Estádio: Estádio António Coimbra da Mota Árbitro: Fábio Veríssimo |  |

| 10-12 de janeiro de 2023 Oitavos de final | Varzim | 0 – 2 | Benfica                | Póvoa de Varzim                                                                |  |
| 20:45                                     |        |       | Grimaldo 4' · Enzo 78' | Estádio: Estádio do Varzim Sport Club Público: ~7 000 Árbitro: Manuel Oliveira |  |

| 9 de fevereiro de 2023 Quartos de final | Braga          | 1 – 1 (pro.) (5 - 4 pen.) | Benfica    | Braga                                                      |  |
| 20:30                                   | Al-Musrati 36' |                           | Guedes 15' | Estádio: Estádio Municipal de Braga Árbitro: Tiago Martins |  |

### Taça da Liga

#### Terceira ronda
| Pos. | Equipe             | Pts | J | V | E | D | GP | GC | SG | Classificação                   |
| ---- | ------------------ | --- | - | - | - | - | -- | -- | -- | ------------------------------- |
| 1    | Moreirense         | 7   | 3 | 2 | 1 | 0 | 7  | 4  | 3  | Avança para os quartos de final |
| 2    | Benfica            | 7   | 3 | 2 | 1 | 0 | 6  | 3  | 3  |                                 |
| 3    | Estrela da Amadora | 1   | 3 | 0 | 1 | 2 | 5  | 8  | -3 |                                 |
| 4    | Penafiel           | 1   | 3 | 0 | 1 | 2 | 2  | 5  | -3 |                                 |

Fonte: Liga Portugal
Regras para qualificação: Desempates
| 20 de novembro de 2022 1 | Estrela da Amadora                    | 2 – 3     | Benfica                                | Leiria                                                                        |  |
| 19:00                    | João Silva 21' Gustavo Henrique 90+5' | Relatório | Musa 12' · Chiquinho 28' · Draxler 90' | Estádio: Estádio Dr. Magalhães Pessoa Público: 6 899 Árbitro: Miguel Nogueira |  |

| 26 de novembro de 2022 2 | Benfica                  | 2 – 0     | Penafiel | Lisboa                                                         |  |
| 20:45                    | Gilberto 55' · Neres 57' | Relatório |          | Estádio: Estádio da Luz Público: 43 263 Árbitro: André Narciso |  |

| 1 de outubro de 2022 3 | Moreirense              | 1 – 1     | Benfica   | Moreira de Cónegos                         |  |
| 19:00                  | André Aguiar 25' (pen.) | Relatório | Ramos 43' | Estádio: Parque Joaquim de Almeida Freitas |  |

### Liga dos Campeões da UEFA

#### Terceira pré-eliminatória
O sorteio da terceira pré-eliminatória foi realizado no dia 18 de julho de 2022.
| 2 de agosto de 2022 1ª mão | Benfica                           | 4 – 1     | Midtjylland      | Lisboa, Portugal                                                               |  |
| 20:00                      | Ramos 17' 33' 61' · Fernández 40' | Relatório | Sisto 78' (pen.) | Estádio: Estádio da Luz Público: 53 346 Árbitro: Alejandro Hernández Hernández |  |

| 9 de agosto de 2022 2ª mão | Midtjylland | 1 – 3 (2 - 7 agr.) | Benfica                                    | Randers, Dinamarca                                               |  |
| 18:45                      | Sisto 63'   | Relatório          | Fernández 23' · Araújo 56' · Gonçalves 88' | Estádio: Randers Stadium Público: 5 111 Árbitro: Srđan Jovanović |  |

#### Play-off
| 17 de agosto de 2022 1ª mão | Dínamo de Kiev | 0 – 2     | Benfica                 | Łódź, Polónia                                              |  |
| 20:00                       |                | Relatório | Gilberto 9' · Ramos 37' | Estádio: Stadion ŁKS Público: 16 450 Árbitro: Felix Zwayer |  |

| 23 de agosto de 2022 2ª mão | Benfica                             | 3 – 0 (5 - 0 agr.) | Dínamo de Kiev | Lisboa, Portugal                                                |  |
| 20:00                       | Otamendi 27' · Rafa 40' · Neres 42' | Relatório          |                | Estádio: Estádio da Luz Público: 58 705 Árbitro: Clément Turpin |  |

#### Fase de grupos
O sorteio da fase de grupos foi realizado no dia 25 de agosto de 2022.
| Pos | Equipe              | Pts | J | V | E | D | GP | GC | SG  | Classificado                     |  | BEN | PSG | JUV | MHA |
| --- | ------------------- | --- | - | - | - | - | -- | -- | --- | -------------------------------- |  | --- | --- | --- | --- |
| 1   | Benfica             | 14  | 6 | 4 | 2 | 0 | 16 | 7  | +9  | Classificado às oitavas de final |  | —   | 1–1 | 4–3 | 2–0 |
| 2   | Paris Saint-Germain | 14  | 6 | 4 | 2 | 0 | 16 | 7  | +9  | Classificado às oitavas de final |  | 1–1 | —   | 2–1 | 7–2 |
| 3   | Juventus            | 3   | 6 | 1 | 0 | 5 | 9  | 13 | −4  | Transferido para Liga Europa     |  | 1–2 | 1–2 | —   | 3–1 |
| 4   | Maccabi Haifa       | 3   | 6 | 1 | 0 | 5 | 7  | 21 | −14 | Eliminado                        |  | 1–6 | 1–3 | 2–0 | —   |

1. 1 2  Empatados em confrontos diretos, saldo geral de gols e gols marcados no geral. Total de golos marcados fora de casa: Benfica 9, Paris Saint-Germain 6.
2. 1 2  Empatados no confronto direto. A diferença geral de gols é usada como desempate.

Regras para classificação: Desempates da Fase de Grupos
| 6 de setembro de 2022 1 | Benfica                 | 2 – 0     | Maccabi Haifa | Lisboa, Portugal                                                |  |
| 20:00                   | Rafa 50' · Grimaldo 54' | Relatório |               | Estádio: Estádio da Luz Público: 55 161 Árbitro: Andreas Ekberg |  |

| 14 de setembro de 2022 2 | Juventus           | 1 – 2     | Benfica                           | Turim, Itália                                                   |  |
| 20:00                    | Arkadiusz Milik 4' | Relatório | João Mário 43' (pen.) · Neres 55' | Estádio: Juventus Stadium Público: 34 015 Árbitro: Felix Zwayer |  |

| 5 de outubro de 2022 3 | Benfica    | 1 – 1     | Paris Saint-Germain | Lisboa, Portugal                                                   |  |
| 20:00                  | Danilo 41' | Relatório | Messi 22'           | Estádio: Estádio da Luz Público: 62 295 Árbitro: Jesús Gil Manzano |  |

| 11 de outubro de 2022 4 | Paris Saint-Germain | 1 – 1     | Benfica               | Paris, França                                                     |  |
| 21:00                   | Mbappé 39' (pen.)   | Relatório | João Mário 62' (pen.) | Estádio: Parc des Princes Público: 46 435 Árbitro: Michael Oliver |  |

| 25 de outubro de 2022 5 | Benfica                                                  | 4 – 3     | Juventus                              | Lisboa, Portugal                                                 |  |
| 20:00                   | António Silva 14' · João Mário 28' (pen.) · Rafa 35' 50' | Relatório | Kean 21' · Milik 77' · McKennie · 79' | Estádio: Estádio da Luz Público: 60 131 Árbitro: Srđan Jovanović |  |

| 2 de novembro de 2022 6 | Maccabi Haifa    | 1 – 6     | Benfica                                                                        | Haifa, Israel                                                       |  |
| 21:00                   | Chery 26' (pen.) | Relatório | Ramos 20' · Musa 59' · Grimaldo 69' · Rafa 73' · Araújo 88' · João Mário 90+2' | Estádio: Sammy Ofer Stadium Público: 30 464 Árbitro: Anthony Taylor |  |

#### Oitavos de final
O sorteio dos oitavos de final foi realizado no dia 7 de novembro de 2022.
| 15 de fevereiro de 2023 1ª mão | Club Brugge                | 0 – 2     | Benfica | Bruges, Bélgica                                                    |  |
| 20:00                          | João Mário 51' · Neres 88' | Relatório |         | Estádio: Jan Breydel Stadium Público: 24 136 Árbitro: Davide Massa |  |

| 7 de março de 2023 2ª mão | Benfica                                                 | 5 – 1 (7 - 1 agr.) | Club Brugge | Lisboa, Portugal                                                  |  |
| 20:00                     | Rafa 38' · Ramos 45+2' 57' · João Mário 71' · Neres 77' | Relatório          | Meijer 87'  | Estádio: Estádio da Luz Público: 60 960 Árbitro: Halil Umut Meler |  |

#### Quartos de final
O sorteio dos quartos de final foi realizado no dia 17 de março de 2023.
| 11 de abril de 2023 1ª mão | Benfica | 0 – 2     | Inter de Milão           | Lisboa, Portugal                                                |  |
| 20:00                      |         | Relatório | Barella 51' · Lukaku 82' | Estádio: Estádio da Luz Público: 62 594 Árbitro: Michael Oliver |  |

| 19 de abril de 2023 2ª mão | Inter de Milão                          | 3 – 3 (5 - 3 agr.) | Benfica                                      | Lisboa, Portugal                                                         |  |
| 20:00                      | Barella 14' · Martínez 65' · Correa 78' | Relatório          | Aursnes 38' · António Silva 86' · Musa 90+5' | Estádio: Estádio da Luz Público: 75 380 Árbitro: Carlos del Cerro Grande |  |